# بالاج دجودجاك
بالاج دجودجاك (بالمجرية: Dzsudzsák Balázs)‏ (مواليد 23 ديسمبر 1986 في دبرتسن) هو لاعب كرة قدم مجري محترف،" يمتلك اللاعب ملكه تجعله مختلف عن أقرانه من اللاعبين الأوربيين اذ يمتلك تكنيك فريد من نوعه في تنفيذ الضربات الثابتة بفضل قدمه اليسرى القويه، يجيد اللعب كجناح في منتخب المجر. كانت أول مباراة دولية له أمام اليونان في كاندية يوم 2 يونيو 2007.
لعب سابقاً في نادي الوحدة ونادي اتحاد كلباء و العين الإماراتيين .

## روابط خارجية
- بالاج دجودجاك على موقع الاتحاد الدولي (مؤرشف)  (الإنجليزية)
- بالاج دجودجاك على موقع الاتحاد الأوربي (الإنجليزية)
- بالاج دجودجاك على موقع اتحاد المجر (الهنغارية)
- بالاج دجودجاك على موقع اتحاد تركيا (لاعب) (الإنجليزية)
- بالاج دجودجاك على موقع قاعدة بيانات كرة القدم.إي يو (الإنجليزية)
- بالاج دجودجاك على موقع ناشيونال فوتبول تيمز (الإنجليزية)
- بالاج دجودجاك على موقع Soccerbase.com (لاعب) (الإنجليزية)
- بالاج دجودجاك على موقع Soccerway.com (الإنجليزية)
- بالاج دجودجاك على موقع عالم كرة القدم.نت (الإنجليزية)
- بالاج دجودجاك على موقع AS.com (الإسبانية)
- الموقع الرسمي
 (بالمجرية)